# Stazione di San Gallo Birnbäumen
La stazione di San Gallo Birnbäumen (in tedesco Bahnhof St. Gallen Birnbäumen) è una fermata ferroviaria nel comune svizzero di San Gallo sulla linea San Gallo-Trogen, facente parte della ferrovia Appenzello-San Gallo-Trogen.

## Storia
La fermata fu attivata il 10 luglio 1903, in occasione dell'apertura della ferrovia San Gallo-Trogen.

## Strutture e impianti
La fermata dispone di un binario dotato di marciapiede per il servizio passeggeri. È dotata di una ampia pensilina.

## Movimento
La fermata è servita da treni a cadenza semioraria sulla relazione Appenzello - Trogen (linea S21 della rete celere di San Gallo),  da alcuni treni alle ore di punta per San Gallo o Trogen (linea S22 della rete celere di San Gallo) e da 2 ulteriori coppie di treni giornaliere sulla relazione Appenzello - Trogen (linea S20 della rete celere di San Gallo). Per tutte le linee, è una fermata a richiesta.

## Servizi
Nella stazione sono presenti:
- Biglietteria automatica

Inoltre, nei pressi della stazione è presente un punto di rilascio/consegna degli autoveicoli per il car sharing.

## Interscambi
- Fermata autobus (linea notturna B21)[3]